# Zakletá Ella
Zakletá Ella (anglicky:Ella Enchanted) je britsko-irsko-americký pohádkový komediální fantasy film režiséra Tommyho O'Havera z roku 2004 a Anne Hathawayovou a Hughem Dancym v hlavní roli. Film byl natočen podle námětu ze stejnojmenné knihy Gail Levinové z roku 1997. Film obsahuje velké množství filmových triků a speciálních vizuálních efektů, sami autoři jej označuji za velmi zmodernizovanou verzi pohádky o Popelce.

## Děj
Prostá dívka Ella z Frellu (Anne Hathawayová) dostala od své kmotřičky víly (sudičky) Lucindy (Vivica A. Fox) při svém narození dar poslušnosti. Tento dar jí začal komplikovat život v okamžiku kdy jí zemřela matka a její otec se podruhé oženil. Její nevlastní sestry na to brzy přišly a začaly tento dar zneužívat a ztrpčovat Elle život. Proto se Ella za pomoci své domácí víly Mandy a jejího začarovaného snoubence (do mluvící knihy) vydá hledat kmotřičku vílu, tak aby si tento danajský dar vzala od Elly zpět. Na své cestě zažívá různá dobrodružství. Setkává se s různými pohádkovými bytostmi: elfy, lidožroutskými zlobry a obry. Avšak na cestě se sblíží s následníkem trůnu princem Charmontem (Hugh Dancy), který ji nakonec přivede na svůj královský zámek a do královského města. Zde musí ale čelit intrikám a nástrahám Charmontova strýce a krále sira Edgara (Cary Elwes), který se s pomocí svého zlého pomocníka hada Hestona (animovaná postava) snaží uchvátit všechnu moc sám pro sebe, jí samotnou i prince Charmonta hodlá zavraždit. Ella nakonec silou své vůle i lásky k princovi Charmontovi zdolá své prokletí a za pomocí svých přátel vil, elfů, lidožroutů (zlobrů) a obrů zdolá všechna nebezpečí, zachrání království před Edgarovou diktaturou a stane se Čarovou ženou a královnou.

## Základní údaje
- režie: Tommy O'Haver
- námět: Gail Carson Levine (román)
- scénář: Laurie Craig, Karen McCullah Lutz, Kirsten Smith, Jennifer Heath, Michele J. Wolff
- kamera: John de Borman
- hudba: Nick Glennie-Smith
- vizuální efekty: Simon Clutterbuck, Sue Rowe, Matthew Twyford

## Hrají
- Anne Hathawayová (Ella z Frellu)
- Hugh Dancy (korunní princ Charmont zvaný Char)
- Cary Elwes (sir Edgar, Charův strýc)
- Steve Coogan (had Heston, pouze hlas)
- Aidan McArdle (Slannen, elf, Eliin přítel)
- Minnie Driver (víla Mandy)
- Eric Idle (vypravěč)
- Jimi Mistry (Benny, člověk začarovaný do knihy, přítel víly Mandy)
- Vivica A. Fox (víla Lucinda Perriweather, Ellina kmotřička-sudička)
- Parminder Nagra (Elliina přítelkyně)
- Jim Carter (Nish)
- Patrick Bergin (sir Peter, Elliin otec)
- Joanna Lumley (madam Olga, Elllina macecha)
- Lucy Punch (Hattie, Ellina nevlastní sestra)
- Jennifer Higham (Olive, Elliina nevlastní sestra)
- Heidi Klum (Brumhilda, dívka-obryně)

## Zajímavosti
- Anne Hathawayová do filmu osobně nazpívala dvě filmové písně.